# I Don't Mind
I Don't Mind è un singolo del cantante statunitense Usher, pubblicato nel 2014 e realizzato insieme al rapper Juicy J.

## Tracce
- Download digitale

1. I Don't Mind (feat. Juicy J) – 4:12